# Вајлдвуд Крест (Њу Џерзи)
Вајлдвуд Крест (енгл. Wildwood Crest) град је у америчкој савезној држави Њу Џерзи.

## Демографија
По попису из 2010. године број становника је 3.270, што је 710 (-17,8%) становника мање него 2000. године.
| Група             | 2000.         | 2010.         |
| Белци             | 3.702 (93,0%) | 2.948 (90,2%) |
| Афроамериканци    | 49 (1,2%)     | 55 (1,7%)     |
| Азијати           | 19 (0,5%)     | 33 (1,0%)     |
| Хиспаноамериканци | 168 (4,2%)    | 184 (5,6%)    |
| Укупно            | 3.980         | 3.270         |